# Stabsfähnrich (NVA)
Stabsfähnrich (Abk.: StFähnr / in Listen: SFR) bezeichnete in der Nationalen Volksarmee der DDR den zweithöchsten Rang der Dienstgradgruppe der Fähnriche.
Die Ansprache lautete:  Genossin bzw. Genosse Stabsfähnrich. Die Stellung des Warrant Officer in englischsprachigen Streitkräften wäre mit dieser Dienstgradgruppe vergleichbar gewesen.

## Einordnung in die Hierarchie
Fähnriche der NVA bildeten eine eigenständige Laufbahngruppe, die zwischen den Unteroffizieren und den Offizieren angesiedelt war. Diese ergänzte sich überwiegend aus dienstälteren hochqualifizierten Unteroffizieren mit Portepee oder Bewerbern mit höherem Schul- oder Hochschulabschluss, die nach Absolvierung einer zweijährigen Ausbildung direkt zum Fähnrich ernannt wurden. Diese Ausbildung wurde teilstreitkraftsintern, beispielsweise für die Luftstreitkräfte der Nationalen Volksarmee an der MTS der LSK/LV, durchgeführt. Während dieser Ausbildung trugen die Soldaten und Soldatinnen eigenständige Dienstgrade als Fähnrichschüler. Das vorherige Durchlaufen der Unteroffizierslaufbahn war wünschenswert, aber gegen Ende der 1980er Jahre eher selten.
| Dienstgrad              |               |                          |
| niedriger: Oberfähnrich | Stabsfähnrich | höher: Stabsoberfähnrich |

## Andere Länder
Mit diesem Konzept folgte die NVA-Führung dem Beispiel der UdSSR, die ab 1971 die Laufbahngruppe Praporschtschik wieder einführte. In anderen Warschauer-Pakt-Staaten erfolgte eine ähnliche Entwicklung, dort griff man  jedoch teilweise auf Rangbezeichnungen zurück, die den nationalen militärischen Traditionen des betreffenden Landes verbunden waren.
Länder mit anderen Rangbezeichnungen
- Jugoslawien ⇒ Заставник (Sastawnik)
- Polen ⇒ polnisch Chorąży
- Rumänien ⇒ Meistru militar principal (Militärmeister Klasse IV, III, II, I und Hauptmilitärmeister)
- Sowjetunion ⇒  Praporschtschik
- Tschechoslowakei⇒ Praporčík oder auch Poddůstojník
- Ungarn ⇒ ungarisch Zászlós (zls)

## Besonderheit
Im Gegensatz zur Reichswehr, Wehrmacht und Bundeswehr trugen die Offizieranwärter der NVA keine Fähnrichdienstgrade, sondern Offiziersschülerdienstgrade mit der aktuellen Studienjahrbezeichnung.

## Einzelnachweis
1. ↑  MEYERS UNIVERSALLEXIKON, 3. Auflage 1980, Best.-Nr.: 576 970 2, Liz.-Nr. 433 130/198/80, Band I, Seite 678 «Dienstgrad zwischen Unteroffizieren und Offizieren; in der NVA (1973 eingeführt) militärischer Fachschulkader (Militärspezialist), hat sich für mindestens 25 Dienstzeit verpflichtet.»